# Плевен (сорт грозде)
Вижте пояснителната страница за други значения на Плевен.
Плевен е бял десертен сорт грозде.
Селектиран е в Института по лозарство и винарство в Плевен през 1961 г. от К. Стоев, Й. Иванов, З. Занков и В. Вълчев чрез кръстосването на сортовете Италия и Янтар. Утвърден е през 1968 г. Разпространен е слабо във всички лозарски райони на страната.
Ранозреещ сорт – узрява в средата на август. Лозите се отличават със силен растеж и сравнително добра родовитост.
Гроздовете са средно големи до големи, конични, понякога крилати, рехави до много рехави, с изравнени по големина едри до много едри по форма, продълговати зърна. Кожицата на този сорт грозде е дебела, крехка, жълто-зелена. Месото е хрупкаво, сочно, с хармоничен вкус.
Издръжлив на транспортиране и съхранение. Консумира се в прясно състояние, подходящ е и за консервиране.